# 東勝道
東勝道（英語：Tung Sing Road）是位於香港南區香港仔的一條道路，北面與崇文街交匯，貫穿香港仔大道、洛陽街、南寧街、西安街及湖北街，南面與湖南街交匯，並與其西面的成都道大致平行。

## 歷史
東勝道是20世紀初已存在的街道，有指是以當時中國綏遠省東勝縣（今內蒙古自治區鄂爾多斯市東勝區）命名，即是與鄰近街道一樣都以中國城市命名，但由於東勝並非中國知名城市，故也有觀點認為東勝道的名稱與中國城市無關。
東勝道於1970年代曾是區內的露天街市，直到1983年香港仔市政大廈落成，大部份攤檔遷進室內街市為止。惟時至今日，該條街道仍有不少濕貨商店，並衍生阻街問題。另一方面，由於東勝道共有五個小巴總站，而且路窄車多，所以不時有人車爭路的情況出現。

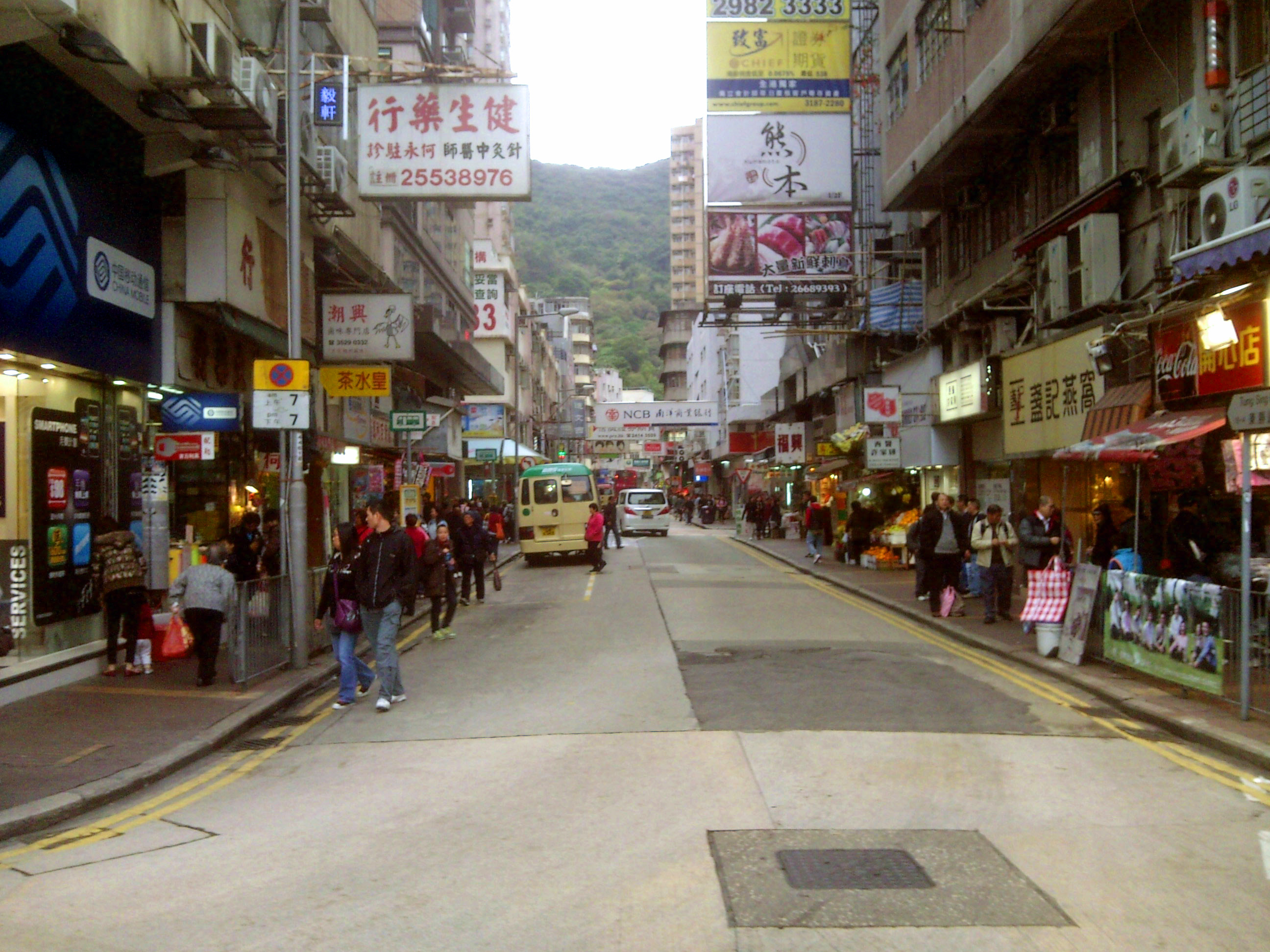
東勝道近湖南街（2010年）
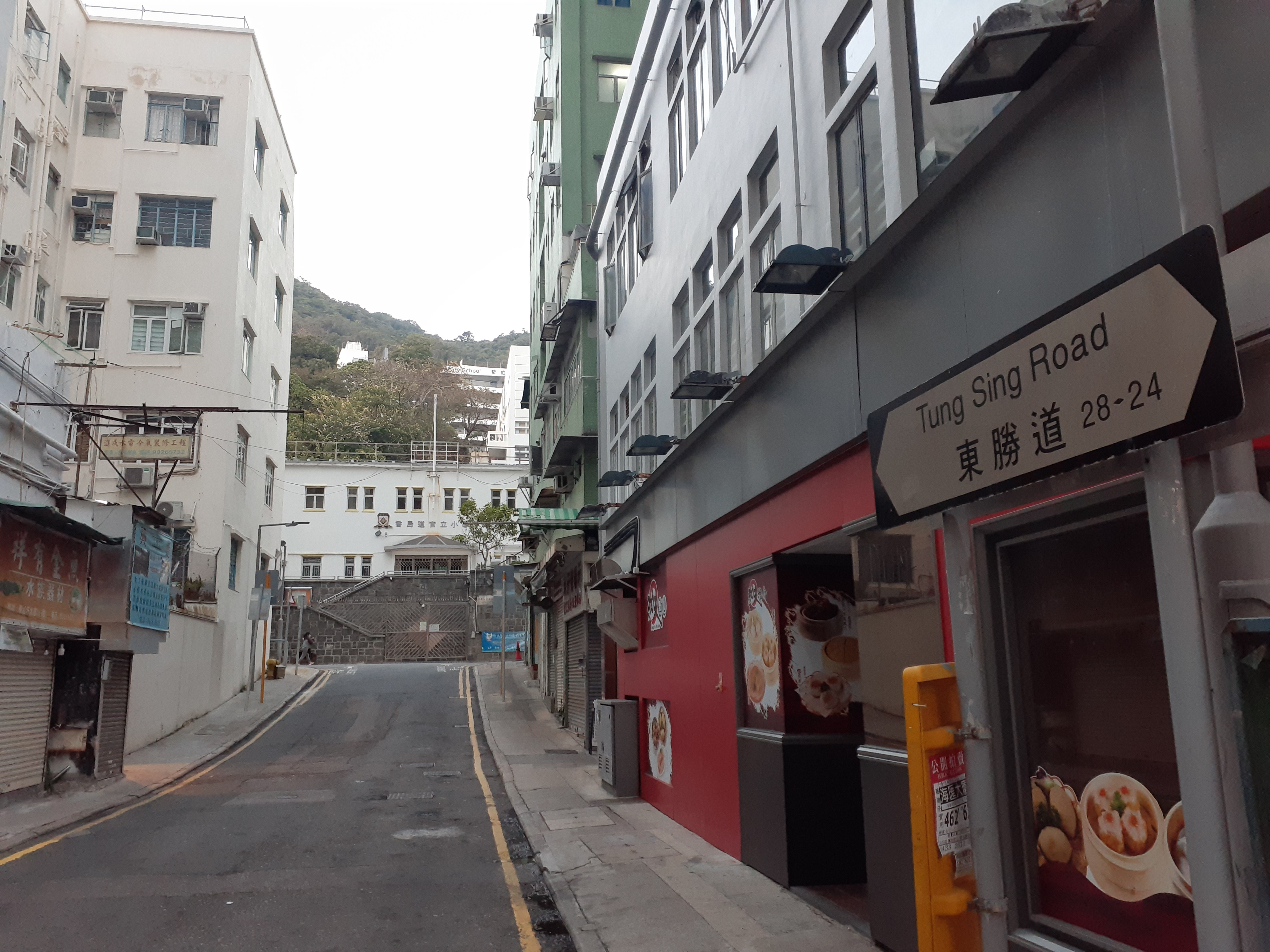
東勝道終點崇文街（2022年）